# Liste der Kulturgüter in Sevelen
Die Liste der Kulturgüter in Sevelen enthält alle Objekte in Sevelen im Kanton St. Gallen, die gemäss der Haager Konvention zum Schutz von Kulturgut bei bewaffneten Konflikten, dem Bundesgesetz vom 20. Juni 2014 über den Schutz der Kulturgüter bei bewaffneten Konflikten sowie der Verordnung vom 29. Oktober 2014 über den Schutz der Kulturgüter bei bewaffneten Konflikten unter Schutz stehen.
Objekte der Kategorie A sind im Gemeindegebiet nicht ausgewiesen, Objekte der Kategorie B sind vollständig in der Liste enthalten, Objekte der Kategorie C fehlen zurzeit (Stand: 1. Januar 2023).

## Kulturgüter
| Foto | | Objekt                                                                        | Kat. | Typ | Standort                      | Beschreibung |
| ---- | --- | ----------------------------------------------------------------------------- | ---- | --- | ----------------------------- | ------------ |
| BW   | Datei hochladen · Wikidata zu Sunnebüel, neolithisch-eisenzeitlich-mittelalterliche Siedlung (Q135720013) | Sunnebüel, neolithisch-eisenzeitlich-mittelalterliche Siedlung KGS-Nr.: 01003 | B    | F   | 754000 / 224691               |              |
| BW   | Datei hochladen · Wikidata zu Pfäfersbüel, neolithisch-mittelalterliche Siedlung (Q135721263)             | Pfäfersbüel, neolithisch-mittelalterliche Siedlung KGS-Nr.: 01134             | B    | F   | 754990 / 221476               |              |
| BW   | Datei hochladen · Wikidata zu Geissberg / Dachsenboden, neolithisch-bronzezeitliche Siedlung (Q135721584) | Geissberg / Dachsenboden, neolithisch-bronzezeitliche Siedlung KGS-Nr.: 01215 | B    | F   | 754770 / 220630               |              |
| ja   | Datei hochladen · Wikidata zu Rheinbrücke Sevelen-Vaduz (Q436158)                                         | Rheinbrücke Sevelen-Vaduz KGS-Nr.: 08292                                      | B    | G   | Rheinstrasse 757280 / 222250  |              |
| ja   | Datei hochladen · Wikidata zu Reformierte Kirche mit Pfarrhaus und Beinhauskapelle (Q2137065)             | Reformierte Kirche mit Pfarrhaus und Beinhauskapelle KGS-Nr.: 08293           | B    | G   | Pfarrgass 478 755347 / 220970 |              |
| BW   | Datei hochladen · Wikidata zu Burgruine Herrenberg (Q67772207)                                            | Herrenberg, mittelalterliche Burgruine KGS-Nr.: 16706                         | B    | F   | 755477 / 220770               |              |